# Thecla armilla
Thecla armilla är en fjärilsart som beskrevs av Druce 1907. Thecla armilla ingår i släktet Thecla och familjen juvelvingar. Inga underarter finns listade i Catalogue of Life.